# 동습
동습(董襲, ? ~ ?)은 중국 후한 말기의 군인으로, 자는 원세(元世) 또는 원대(元代)이며 회계군 여요현(餘姚縣) 사람이다.

## 생애
손책(孫策)이 원술의 허락을 받고 강동으로 진격하여 회계에 이르렀을 때, 고천정(高遷亭)에서 손책을 맞이했고, 손책의 눈에 들어 문하적조(門下賊曹)가 되었다. 손책이 산음(山陰)의 오래된 도둑 황룡라(黃龍羅)와 주발(周勃)을 쳤고, 동습은 손수 황룡라와 주발을 베어 별부사마(別部司馬)가 되어 병사 수천 명을 받았다. 건안 4년(199년), 손책이 원술의 잔당을 흡수하여 세력을 키운 여강태수 유훈을 치자, 동습도 이를 따라가 유훈의 거점 환성을 공격했고, 또 심양에서 유훈을 격파했으며, 또 황조 토벌에도 종군했다.
건안 5년(200년), 손책이 죽고 손권이 아직 어린 나이로 손책의 뒤를 잇자, 불안하게 여긴 태비에게 장소 등과 함께 불려나가서, 강동을 지킬 방안을 상담받았다. 동습은 강동의 험한 지세와, 손견, 손책 2대에 걸친 사업이 있고, 장소가 온갖 사무를 책임지고 자신과 같은 무부들이 조아가 되어, 지리와 인화를 갖추면, 걱정할 것이 없다고 대답했다. 사람들은 이 말을 모두 장하게 여겼다. 파양(鄱陽)에서 팽호(彭虎) 등이 손씨에 반항하는 자 수만 명을 모으자, 능통, 보즐, 장흠과 함께 각각 토벌하러 나갔다. 가는 곳마다 적을 깨뜨렸고, 팽호 등은 동습의 정기만 보고도 흩어져 달아났으며, 열흘 만에 평정되었다. 월기교위(越騎校尉)가 되었고, 편장군(偏將軍)으로 옮겼다.
건안 13년(208년), 손권이 황조를 공격했다. 황조는 면구(沔口)에 몽충(소가죽으로 선체를 감싸 견고하게 만든 배) 두 대를 가로로 놓고, 큰 새끼줄로 엮고 돌로 닻을 삼아 매고, 그 위에 1천 명을 두어 쇠뇌를 교대로 쏘게 하니, 화살이 마치 비 오듯 쏟아져 손권 군은 진격할 수가 없었다. 동습은 능통과 함께 선봉을 맡아 결사대 1백을 모으고, 겹으로 갑옷을 입히고 큰 배를 타고 황조의 몽충으로 돌입했다. 동습이 친히 나아가 몽충을 엮은 새끼줄을 끊으니, 몽충은 이내 물에 휩쓸려갔고, 손권 군은 마침내 진격할 수 있었다. 황조는 문을 열고 달아났으나, 결국 추격을 받아 베였다. 다음날, 손권은 작은 술잔(觴)을 들고 동습의 공로를 치하했다.
조조가 유수구로 쳐들어오자, 손권은 동습에게 다섯 겹 누각이 있는 배(五樓船)를 맡아 유수구에 두었는데, 밤에 갑자기 폭풍이 불어 배가 거의 전복되려 했다. 부하들은 거룻배로 흩어져 달아나기를 원했으나, 동습은 완고하게 거절하였고, 마침내 그날 밤 배가 망가지고 동습은 물에 빠져 죽었다. 손권은 옷을 고쳐 입고 친히 장례식에 왔으며, 유족들에게 후하게 이바지했다.

## 《삼국지연의》의 동습
손책(孫策)이 강동에 진출했을 때, 엄백호(嚴白虎)를 토벌해 손책(孫策)에게 등용되었다. 이후 산적에게 습격당해 손권(孫權)을 지키던 주태(周泰)가 부상하자 화타(華佗)를 추천해 간병시켰다.
208년, 손권(孫權)이 황조(黄祖)를 공격했을 때는 감녕(甘寧)의 부장으로서 능통(凌統)과 함께 선진에서 결사대를 이끌었다.
적벽 대전에서는 한천에서 조조(曹操)의 진을 습격했고 합비 전투에서 위군과 대치했다.
215년, 유수구에서 서성(徐盛)과 함께 수군을 지휘했지만 폭풍우로 선단이 괴멸되어 익사했다.

## 같이 보기
- 삼국지 인물 목록